# 斯托季爾卡
49°11′23″N 23°4′48″E / 49.18972°N 23.08000°E
斯托季爾卡（烏克蘭語：Стоділка），是烏克蘭西部的村莊，隸屬利維夫州的桑比爾區。該村始建於1989年，面積0.5平方公里，海拔高度571米，2001年人口358，人口密度每平方公里716人。